# Schizonycha squamulifera
Schizonycha squamulifera är en skalbaggsart som beskrevs av Moser 1924. Schizonycha squamulifera ingår i släktet Schizonycha och familjen Melolonthidae. Inga underarter finns listade i Catalogue of Life.